# Pierre Brunehaut

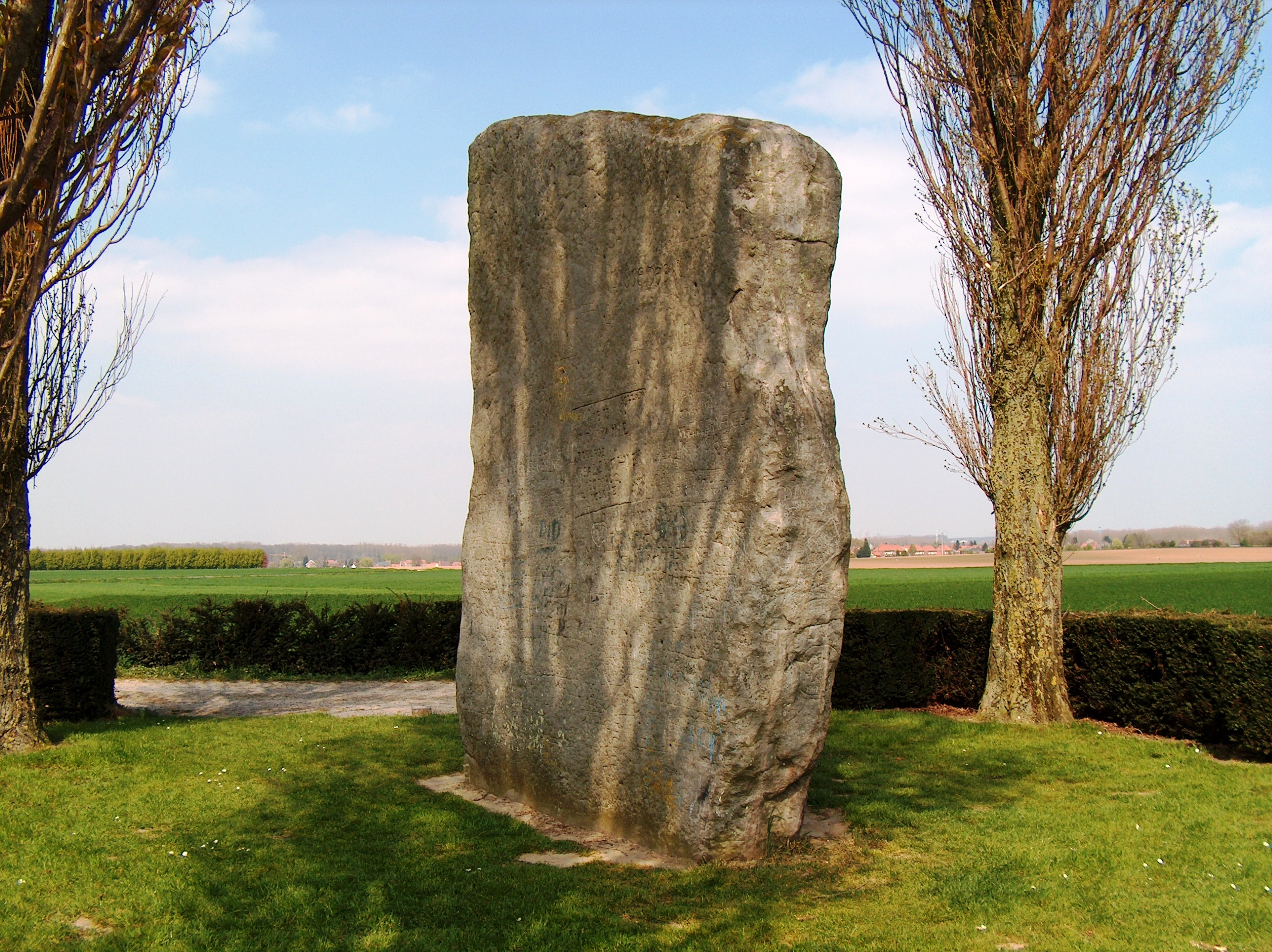
Pierre Brunehaut

Pierre Brunehaut – neolityczny megalit znajdujący się w belgijskiej gminie Brunehaut, przy drodze prowadzącej do wsi Hollain. Jest to największy menhir w Walonii.
Jest to blok piaskowca o trapezowatym kształcie. Menhir ma 4,25 m wysokości od strony północnej, 3,50 m od strony południowej, grubość do 0,60 m i waży około 25 ton. Wokół niego rosną cztery topole włoskie. Jak pokazują stare ryciny, głaz był dawniej mocno przechylony, ustawiono go w pionie na polecenie miejscowych władz w 1819 roku. W trakcie przeprowadzonych w okolicy prac archeologicznych na południe od megalitu odkryto neolityczne narzędzia wykonane z krzemienia.
Z menhirem związane są dwie legendy. Według pierwszej z nich był to głaz, który pewna niewiasta pragnęła położyć pod fundamenty katedry w Tournai. Gdy w drodze usłyszała, że budowa świątyni już ruszyła, porzuciła kamień i została natychmiast wzięta do nieba. Zgodnie z treścią drugiego podania menhir stoi w miejscu, gdzie zatrzymały się konie wlokące ciało skazanej na śmierć królowej Brunhildy.